# Sandra Diane Knapp
Sandra "Sandy" Diane Knapp (9 de diciembre de 1956 (68 años) es una botánica estadounidense. Su área de interés son los diferentes grupos de Solanum, además, otros taxa de la familia Solanaceae, tabaco (Nicotiana), las Anthocercidae y las Juanulloeae, como también las solanáceas de Mesoamérica. 

En 1986 obtiene el título por la Cornell University de doctor. Desde 1992 se desempeña en el Natural History Museum, y trabaja en la producción de la "Flora Mesoamérica“. 
Es además unos de los principales investigadores de proyecto PBI Solanum, que brinda un tratamiento moderno de las solanáceas (enero de 2004 − diciembre de 2008). Miembro del Consejo internacional de flora y fauna, Sociedad linneana de Londres, la Organización pro Flora Neotropica, de la International Association of Plant Taxonomy como también Tropical the Biology Association. Es coeditor de diferentes revistas científicas, por ejemplo „BMC Evolutionary Biology “, „Taxon “, „Oryx “además de „Systematics and Biodiversity “. Además es miembro de „Faculty of 1000 “.

## Obra
- Solanum section Geminata (Solanaceae). Bronx, New York 2002, ISBN 0-89327-441-0 (404 pp)
- Knapp S. 2002. Tobacco to tomatoes: a phylogenetic perspective on fruit diversity in the Solanaceae. Journal of Experimental Botany 53:2001-2022
- Das Blütenmuseum. Frederking & Thaler, 2004, ISBN 3-89405-477-8 (336 pp, 300 fotografías)
- Typification of Solanum (Solanaceae) species described by Martín de Sessé y Lacasta and José Mariano Mociño. Anales del Jardín Botánico de Madrid. 65(1):7-23
- Gerrit Davidse, Mario Sousa Sánchez, Sandra Knapp, A. O. Chater, Fernando Chiang-Cabrera Flora mesoamericana. Publicado por Universidad Nacional Autónoma de México, Instituto de Biología, 1994 ISBN 968-36-3309-9
- Peralta Knapp & Spooner. Taxonomy of Wild Tomatoes and Their Relatives ISBN 0-912861-84-3
- Knapp and Mallet ECOLOGY: Refuting Refugia? Science 71 DOI:10.1126/science.1083007
- Katherine J. Willis, Lindsey Gillson, and Sandra Knapp 2007. Biodiversity hotspots through time: an introduction Phil. Trans. R. Soc. B 362, 169–174 (enlace roto disponible en Internet Archive; véase el historial, la primera versión y la última).

- La abreviatura «S.Knapp» se emplea para indicar a Sandra Diane Knapp como autoridad en la descripción y clasificación científica de los vegetales.[3]